# Sven Kjöllerström
Sven Gottlieb Kjöllerström, född 28 januari 1901 i Mossebo församling, Älvsborgs län, död 3 maj 1981 i Lunds domkyrkoförsamling, var en svensk teolog.

## Biografi
Efter studentexamen i Lund 1921 blev Kjöllerström teologie kandidat 1926, teologie licentiat 1932, teologie doktor och docent i kyrkohistoria i Lund 1935 samt var professor i praktisk teologi med kyrkorätt 1941–67 och universitetets prorektor 1957–64.
Kjöllerström var ledamot av 1945 års universitetsberedning, Statens humanistiska forskningsråd 1959–1965, humanistisk-teologiska fakultetsberedningen 1964–1967 och styrelseordförande för Landsmålsarkivet i Lund 1968–1970.
Kjöllerström invaldes som ledamot av Vetenskapssocieteten i Lund 1939, Humanistiska Vetenskapssamfundet i Lund 1941 (ordförande 1969–1971), Kungliga Samfundet för utgivande av handskrifter rörande Skandinaviens historia 1947, Kungliga Vitterhets Historie och Antikvitets Akademien 1957, Fysiografiska sällskapet i Lund 1964 och Vetenskapsakademien 1967. Han blev hedersledamot av Finska kyrkohistoriska samfundet 1955, filosofie hedersdoktor i Lund 1966 och teologie hedersdoktor i Helsingfors 1967. Kjöllerström blev hedersledamot av Hallands nation 1958.